# 加里曼丹鋸齒鯡
加里曼丹鋸齒鯡為輻鰭魚綱鲱形目鲱科的其中一種，分布於亞洲印尼加里曼丹卡普阿斯河流域，體長可達6公分，棲息在淡水溪流，多成群活動，以浮游生物為食，可做為食用魚。

## 擴展閱讀
維基物種上的相關：加里曼丹鋸齒鯡